# Nasir Khusraw
Nasir Khusraw (n. 1004 - d. între 1072 și 1088) a fost un poet, filozof și misionar ismailit persan.
A scris o poezie cu caracter filozofic, prin care a promovat folosirea limbii persane.

## Opera
A scris câteva poeme didactice, cu valențe teologice:
- Zaad-al-Musafirin („Mântuirea peregrinilor”)
- Rawshana-i-nama' (în persană روشنایی‌نامه, „Cartea iluminării”)
- Sa'datnama („Cartea fericirii”)

A mai scris și  o relatare asupra unei călătorii în Egipt, care conține informații interesante de natură istorică și culturală:
- Safarnama (în persană سفرنامه, „Cartea călătoriei”).